# Alcantud
Alcantud – gmina w Hiszpanii, w prowincji Cuenca, w Kastylii-La Mancha, o powierzchni 57,63 km². W 2011 roku gmina liczyła 82 mieszkańców.